# 1970 w nauce

## Nauki przyrodnicze i ścisłe

### Astronomia
- Jesse Greenstein – Nagroda Henry Norris Russell Lectureship przyznawana przez American Astronomical Society

### Medycyna
- Pierwszy przypadek małpiej ospy u ludzi zidentyfikowano w Demokratycznej Republice Konga[1].

## Nagrody Nobla
- Fizyka – Hannes Alfvén, Louis Eugène Félix Néel
- Chemia – Luis Federico Leloir
- Medycyna – Bernard Katz, Ulf von Euler, Julius Axelrod